# فيريس ويبستر
فيريس ويبستر (بالإنجليزية: Ferris Webster)‏ هو مونتير أمريكي، ولد في 29 أبريل 1912 في والا والا في الولايات المتحدة، وتوفي في 4 فبراير 1989 في نيبومو في الولايات المتحدة.

## وصلات خارجية
- فيريس ويبستر على موقع IMDb (الإنجليزية)
- فيريس ويبستر على موقع ألو سيني (الفرنسية)
- فيريس ويبستر على موقع أول موفي (الإنجليزية)
- فيريس ويبستر على موقع قاعدة بيانات الأفلام السويدية (السويدية)
- فيريس ويبستر على موقع قاعدة بيانات الفيلم (الإنجليزية)
- فيريس ويبستر على موقع كينوبويسك (الروسية)